# Lagaam
Lagaam – gaun wikas samiti w zachodniej części Nepalu w strefie Bheri w dystrykcie Surkhet. Według nepalskiego spisu powszechnego z 2001 roku liczył on 737 gospodarstw domowych i 4397 mieszkańców (2185 kobiet i 2212 mężczyzn).